# Himees
Himees (en llatí: Hymeas, en grec antic: Ὑμέης) era gendre de Darios I el Gran.
Va actuar amb el càrrec de general durant la Revolta Jònica l'any 499 aC i va ser un dels comandants que va derrotar els revoltats a la rodalia de la ciutat d'Efes aquell mateix any. El 498 aC Himees va conquerir la ciutat de Cios a la Propòntida i va sotmetre a la major part de les ciutats d'Eòlia, però en mig dels seus brillants èxits va morir a causa d'una malaltia de naturalesa desconeguda.